# Meredith Braun
Meredith Braun (Remuera, 1973) è un'attrice e cantante neozelandese.

## Biografia
Meredith Braun è nata a Remuera, in Nuova Zelanda, e nel 1989 si è trasferita a Londra, dove ha studiato recitazione all'Italia Conti Academy of Theatre Arts. Attiva sulle scene neozelandesi sin da bambina, ha fatto il suo debutto sulle scene londinesi nel 1990 nel flop Bernadette, mentre due anni più tardi Cameron Mackintosh la scelse per interpretare Eponine nel musical Les Misérables in scena al Palace Theatre del West End londinese; l'anno successivo la Braun interpretò il ruolo nella tournée britannica del musical. Sempre nel 1992 ha ottenuto il suo ruolo più celebre quando ha interpretato Belle nel film Festa in casa Muppet con Michael Caine; nel film ebbe modo di cantare la canzone più celebre della colonna sonora "When Love is Gone".
Nel 1993 recitò nella prima del musical di Andrew Lloyd Webber Sunset Boulevard in scena al Teatro Adelphi con Patti LuPone e l'attrice interpretava il ruolo della co-protagonista Betty Schaefer. L'anno seguente recitò in Out of the Blue allo Shaftesbury Theatre, mentre nel 1998 interpretò la principessa Irina nello show Killing Rasputin. Tra il 1999 e il 2000 interpretò la protagonista Christine Daaé nel musical The Phantom of the Opera all'His Majesty's Theatre di Londra. Nel 2000 recitò con la Royal Shakespeare Company nel musical The Secret Garden in scena a Stratford e all'Aldwych Theatre di Londra, mentre nel 2002 ha recitato sulle scene londinesi per l'ultima volta in Cordelia al National Studio. Tornata in patria, dai primi anni duemila ha recitato prevalentemente sulle scene neozelandesi, apparendo in ruoli principali in numerosi musical, tra cui South Pacific, Jesus Christ Superstar, The Sound of Music, Fiddler on the Roof, Sweet Charity e opere di prosa come La tempesta e Il giardino di gesso.

## Filmografia
- Festa in casa Muppet (The Muppet Christmas Carol), regia di Brian Henson (1992)

## Discografia
- 2012 - Someone Else's Story
- 2017 - When Love Is Gone

## Doppiatrici italiane
- Manuela Cenciarelli in Festa in casa Muppet